# Štěpán Csamangó
Štěpán Csamangó (ur. 30 kwietnia 1994 w Karlowych Warach) – czeski hokeista.

## Kariera
Wychowanek i wieloletni zawodnik klubu HC Energie Karlowe Wary. W barwach zespołu juniorskiego grał w trzech edycjach rosyjskich rozgrywek MHL. W zespole seniorskich HC Energie rozegrał tylko trzy spotkania pod koniec sezonu 2013/2014. Wiosną 2015 przeszedł do Orli Znojmo, czeskiej drużyny grającej w austriackiej lidze EBEL. Po trzech sezonach tamże, w maju 2018 został zawodnikiem Cracovii w Polskiej Hokej Lidze (w tym roku do Krakowa trafił także jego rodak, Michal Vachovec, także pochodzący z Karlowych Warów). W maju 2019 przeszedł do węgierskiej drużyny. Jako że przez swojego dziadka ma węgierskie pochodzenie podjął wtedy starania o uzyskanie obywatelstwa Węgier. W czerwcu 2020 powrócił do Cracovii. 14 grudnia 2022 ogłoszono rozwiązanie jego umowy. Powrocił wtedy do Baníka Sokolov w toku wymiany za Vojtěcha Tomiego.

## Sukcesy
Klubowe
- Srebrny medal mistrzostw Polski: 2019, 2021 z Cracovią
- Puchar Polski: 2021 z Cracovią
- Puchar Kontynentalny: 2022 z Cracovią